# ChristenUnie
Die ChristenUnie (ausgesprochen [krɪstən yni]; Abkürzung CU; deutsch Christen-Union) ist eine christlich-demokratische politische Partei mit strenggläubig-calvinistischer Ausrichtung in den Niederlanden.

## Struktur und Ausrichtung
Die Partei ist die achtgrößte Partei der Niederlande mit zeitweise mehr als 27.000 Mitgliedern. Die meisten ihrer Wähler gehören mehr oder weniger traditionellen calvinistischen Kirchen an. Die ChristenUnie hat eine Jugendorganisation, PerspectieF, und betreibt ein wissenschaftliches Institut, die nach Guillaume Groen van Prinsterer benannte Mr. G. Groen van Prinsterer Stichting.
Die Partei bezeichnet sich selbst als christelijk-sociaal („christlich-sozial“). Damit ist gemeint, dass sie hinsichtlich ethischer Fragen wie Abtreibung, Sterbehilfe oder gleichgeschlechtlicher Ehe bibeltreue Positionen einnimmt, bei wirtschafts- und sozialpolitischen Fragen sowie Umweltschutz aber eher sozial bzw. links votiert. Eine Einordnung ins klassische Links-Rechts-Spektrum fällt daher schwer. Ihre Positionen leitet die Partei nach eigenen Angaben aus der Bibel ab. Sie stellt die Herrschaft Gottes über das politische Leben, erkennt jedoch die Trennung von Staat und Kirche an.

## Geschichte
Die Partei wurde am 22. Januar 2000 als Fusion zweier Parteien gegründet, dem Gereformeerd Politiek Verbond (GPV; gegründet 1948) und der Reformatorische Politieke Federatie (RPF; gegründet 1975, beide hervorgegangen aus der Anti-Revolutionaire Partij). GPV und RPF waren bis zur Wahl 1998 einzeln angetreten. Die Parteien hatten in der Summe fünf (GPV 2, RPF 3) von 150 Sitzen im niederländischen Parlament vor der Wahl 2002. Es wurde mit Zugewinnen gerechnet, doch das Gegenteil trat ein, die ChristenUnie verlor einen Sitz und fiel auf vier Sitze zurück.
Der Vorsitzende war Kars Veling. Nach der Wahl 2002 wurde argumentiert, dass er gut imstande gewesen sei, die Partei, die immer noch im Rahmen der alten GPV-RPF-Linie geteilt war, zusammenzuhalten; er sei aber kein interessanter Kandidat für die Normalbevölkerung gewesen. So wurde André Rouvoet zum neuen Vorsitzenden gewählt. Bei der Wahl 2003 verlor die ChristenUnie einen Sitz und behielt nur 3, bei der Wahl 2006 konnte sie sich auf 4 % der Stimmen und 6 Mandate verbessern. Bei der vorgezogenen Neuwahl im Juni 2010 büßte die ChristenUnie mit einem Stimmanteil von 3,2 % ein Mandat ein.
Die CU errang bei der Europawahl 2004 einen Sitz. Bei der Europawahl 2009 erreichte man im Bündnis mit der evangelisch-reformierten Staatkundig Gereformeerde Partij zwei Sitze, von denen auf jeder der beiden Parteien ein Sitz entfällt. Bis 2009 gehörte die CU im Europäischen Parlament der europaskeptischen Fraktion Unabhängigkeit/Demokratie an, danach war sie an der Gründung der neuen Fraktion der Europäischen Konservativen und Reformer (EKR) beteiligt. Die CU schloss sich jedoch nicht der Gründung der Partei Allianz der Europäischen Konservativen und Reformisten (AEKR) an, sondern forcierte die Anerkennung der von ihr 2002 mitgegründeten Europäischen Christlichen Politischen Bewegung, heute Europäische Christliche Politische Partei (ECPP), als politische Partei auf europäischer Ebene. Diese erfolgte Anfang 2010.
Als 2019 das rechtspopulistische Forum voor Democratie der EKR beitrat, verließ die ChristenUnie diese Fraktion und schloss sich der Europäischen Volkspartei (EVP) an. Die SGP, mit der die CU bei Europawahlen eine Listenvereinigung hatte, blieb der EKR treu. Bei der Europawahl 2024 kam keine gemeinsame Liste zustande und die CU verpasste erstmals den Einzug ins Europäische Parlament.

## Wahlergebnisse
| Wahl | Stimmen (%) | Mandate |
| ---- | ----------- | ------- |
| 2002 | 2,5         | 4 / 150 |
| 2003 | 2,1         | 3 / 150 |
| 2006 | 4,0         | 6 / 150 |
| 2010 | 3,2         | 5 / 150 |
| 2012 | 3,1         | 5 / 150 |
| 2017 | 3,4         | 5 / 150 |
| 2021 | 3,4         | 5 / 150 |
| 2023 | 2,0         | 3 / 150 |

| Wahl                                                                           | Stimmen (%) | Mandate |
| ------------------------------------------------------------------------------ | ----------- | ------- |
| 2004 1                                                                         | 5,9         | 1 / 27  |
| 2009 1 2                                                                       | 6,8         | 1 / 25  |
| 2014 1                                                                         | 7,7         | 1 / 26  |
| 2019 1 3                                                                       | 6,8         | 1 / 26  |
| 2024                                                                           | 2,9         | 0 / 31  |
| 1 zusammen mit der SGP 2 Mandate (seit 2011): 1/26 3 Mandate (seit 2020): 1/29 |             |         |

| Wahl | Mandate    |
| ---- | ---------- |
| 2003 | zwei Sitze |
| 2007 | vier Sitze |
| 2011 | zwei Sitze |
| 2015 | drei Sitze |
| 2019 | vier Sitze |
| 2023 | drei Sitze |

## Regierungsbeteiligung

### Kabinett Balkenende IV (2007–2010)
Seit dem Februar 2007 war die ChristenUnie neben CDA und PvdA der dritte Partner in der Regierungskoalition. Sie stellte im Kabinett Balkenende IV zwei Minister: Der Parteivorsitzende Rouvoet übernahm das Ressort Jugend und Familie und amtierte als einer der stellvertretenden Ministerpräsidenten, Eimert van Middelkoop führte das Verteidigungsministerium. Nach dem Bruch der Koalition und dem Rücktritt der PvdA-Minister im Februar 2010 bildeten CDA und CU ein geschäftsführendes Kabinett ohne parlamentarische Mehrheit.

### Kabinett Rutte III (2017–2021)
Nach den Parlamentswahlen 2017 führten die liberale VVD, der christendemokratische CDA und der sozialliberale D66 zusammen mit GroenLinks Gespräche für eine neue Regierung, zweimal scheiterte die Regierungsbildung wegen des Themas Migration. Letztendlich gelang es den drei Parteien mit der ChristenUnie ein neues Kabinett mit der kleinstmöglichen Mehrheit in der Zweiten Kammer zu bilden (76 Sitze).
Ab Oktober 2017 stellte die ChristenUnie im Kabinett Rutte III mit Carola Schouten einen der drei stellvertretenden Ministerpräsidenten und die Ministerin für Landwirtschaft, Natur und Lebensmittelqualität sowie mit Arie Slob den Minister für Schulwesen und Medien. Paul Blokhuis wurde Staatssekretär für Gesundheit, Gemeinwohl und Sport.

### Kabinett Rutte IV (2022–2024)
Nach der Parlamentswahl 2021 war die ChristenUnie erneut an einer Koalitionsregierung, dem Kabinett Rutte IV, beteiligt. Die Regierung zerbrach am 7. Juli 2023, da die ChristenUnie sich weigerte, Familienzusammenführungen zu erschweren.

## Fraktionsvorsitzende
Erste Kammer:
- Roel Kuiper 2011–2019
- Tineke Huizinga 2021–

Zweite Kammer:
- Kars Veling 2002
- André Rouvoet 2002–2007
- Arie Slob 2007–2010
- André Rouvoet 2010–2011
- Arie Slob 2011–2015
- Gert-Jan Segers 2015–2023
- Mirjam Bikker 2023–

## Mitglieder
| Jahr | Mitgliederzahl |
| ---- | -------------- |
| 2002 | 27.250         |
| 2003 | 27.000         |
| 2004 | 25.074         |
| 2005 | 24.235         |
| 2006 | 24.156         |
| 2007 | 26.673         |
| 2008 | 27.683         |
| 2009 | 26.745         |
| 2010 | 26.441         |
| 2011 | 25.489         |
| 2012 | 24.776         |
| 2013 | 24.080         |
| 2014 | 23.631         |
| 2015 | 23.521         |
| 2016 | 23.398         |
| 2017 | 23.695         |
| 2018 | 25.071         |
| 2019 | 25.170         |
| 2020 | 25.238         |
| 2021 | 25.495         |
| 2022 | 26.167         |
| 2023 | 25.281         |